# Ophionereis perplexa
Ophionereis perplexa är en ormstjärneart som beskrevs av Rudolf Christian Ziesenhenne 1940. Ophionereis perplexa ingår i släktet Ophionereis och familjen Ophionereididae. Inga underarter finns listade i Catalogue of Life.